# Alexeï Radakov
Alexeï Alexandrovitch Radakov (en russe : Алексей Александрович Радаков) était un caricaturiste et affichiste soviétique.

## Biographie
Diplômé de l'École de peinture, de sculpture et d'architecture de Moscou dans les années 1890, il termina ses études en 1905 dans Académie centrale du dessin technique de Saint-Pétersbourg du baron Stieglitz. Jusqu'à la Guerre civile russe, il fut des auteurs du journal satirique Satirikon. Au cours de cette période, il voyagea en Europe et rencontra Théophile Alexandre Steinlen et Jean-Louis Forain. Pendant la guerre civile, il créa des affiches et s'engagea à l'Agence télégraphique russe ROSTA. Après la victoire des Bolcheviks, il contribua à des revues comme Krokodil. Pendant la Grande guerre patriotique, il rejoignit l'agence TASS et mourut en 1942 à Tbilissi.

## Galerie
Œuvres de Radakov

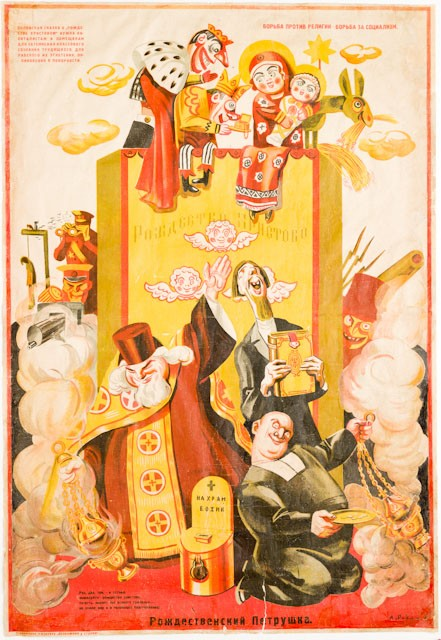
Affiche anti-religieuse de 1929 probablement produite pour la Ligue des militants athées.
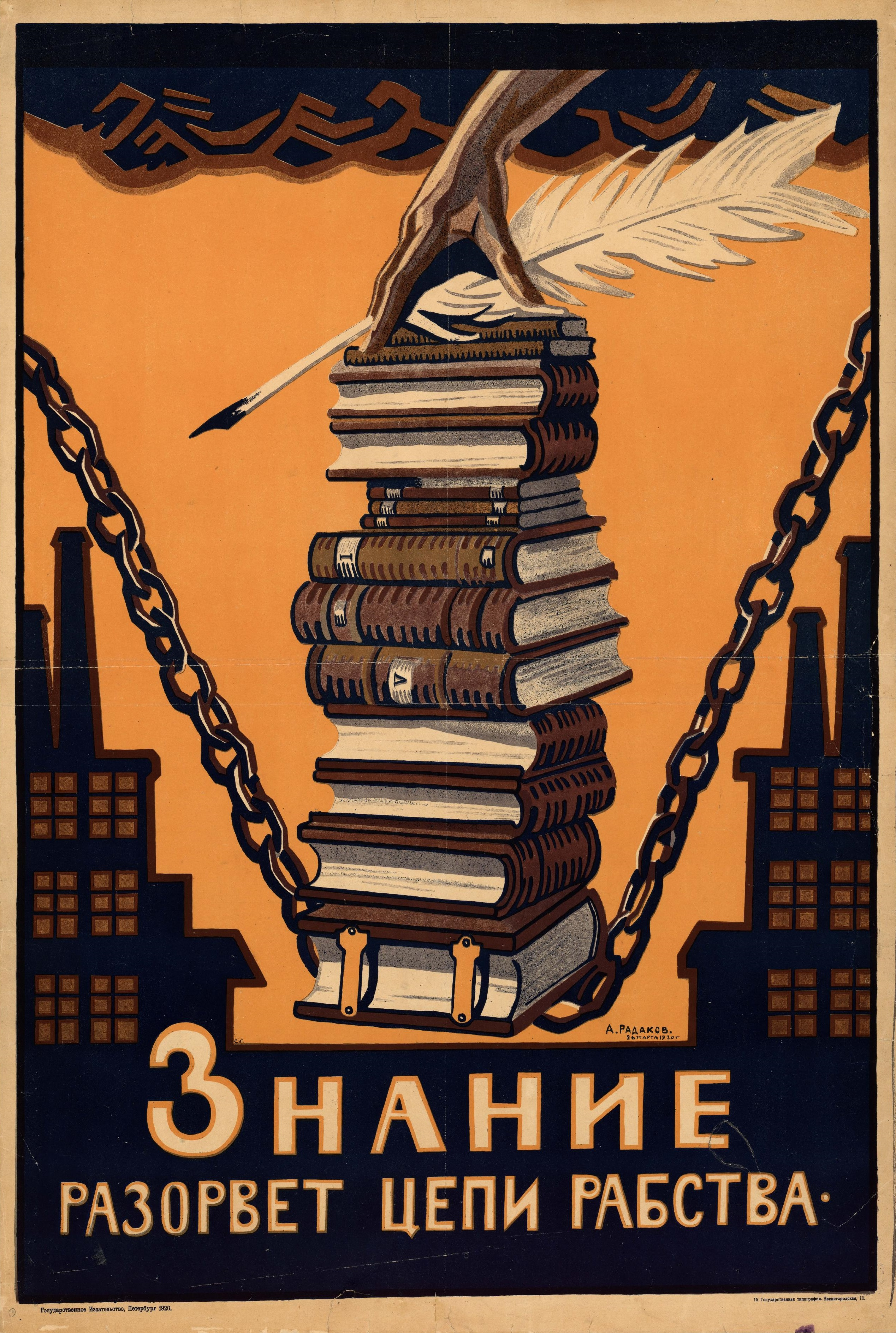
La connaissance brisera les chaînes de l'esclavage, 1920. Publié par OGIZ (ro) et diffusé par l'agence ROSTA.
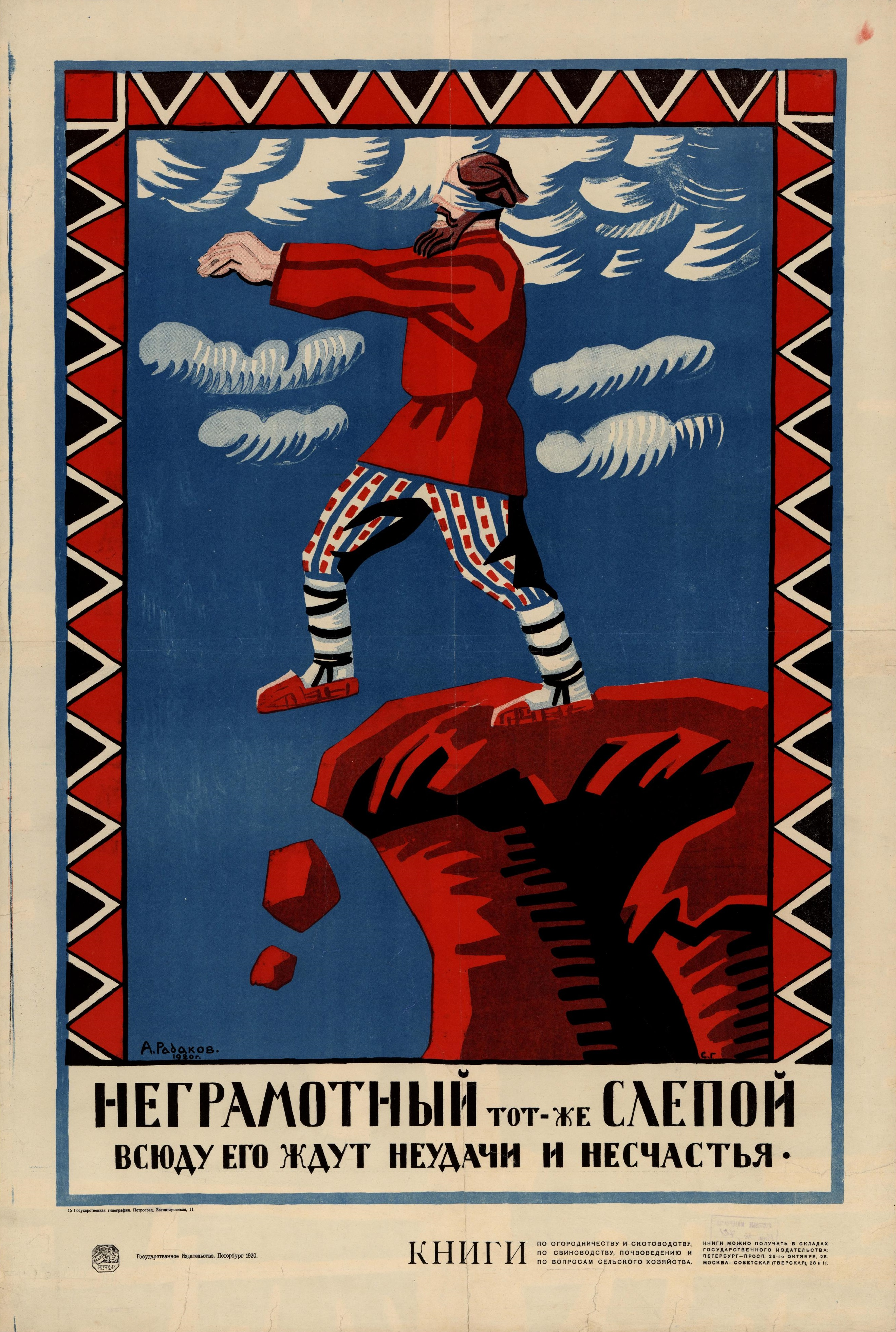
Les analphabètes sont aveugles, 1920. Publié par OGIZ (ro) et diffusé par l'agence ROSTA.
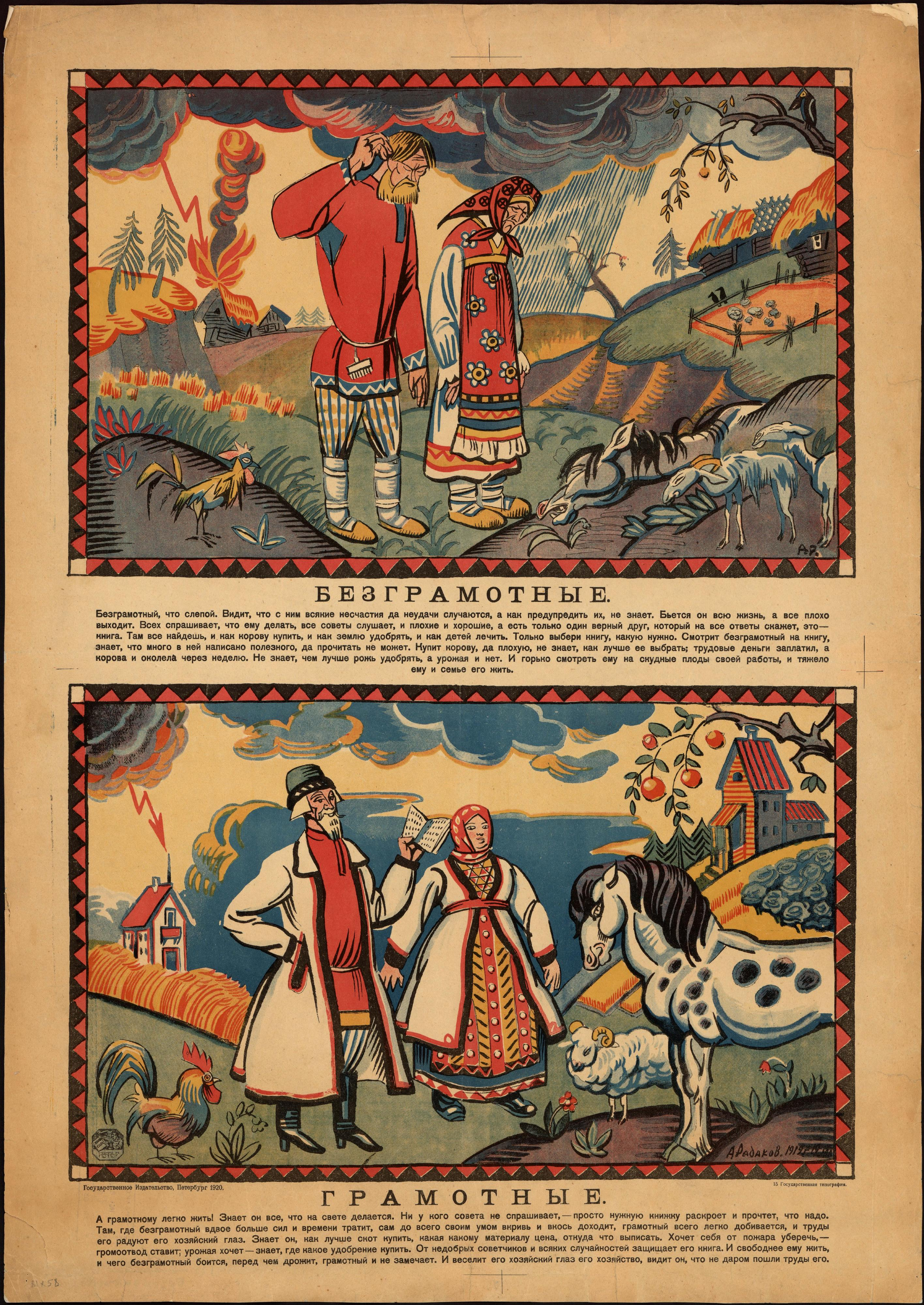
Lithographie de 1920 contre l’analphabétisme.
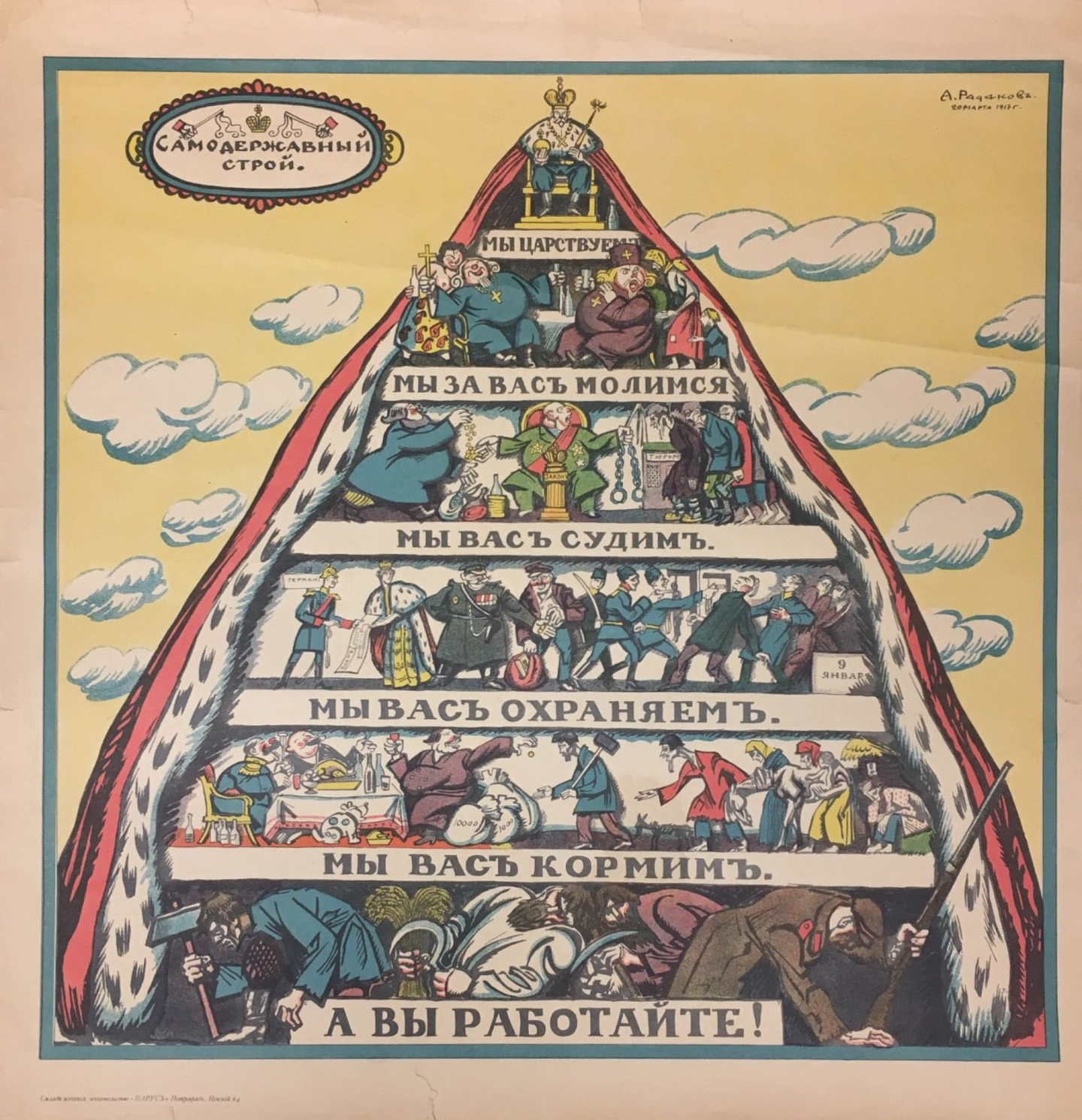
Affiche anti-religieuse de 1917.
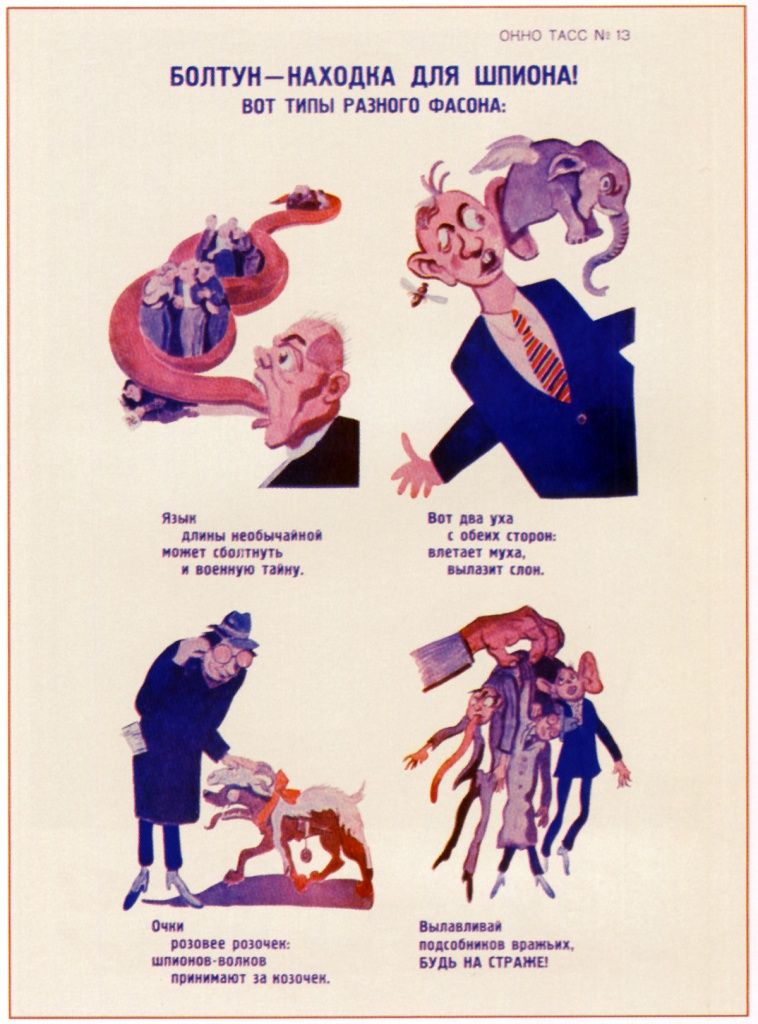
Afiiche de 1941 pour l'agence TASS contre l'espionnage.